# 葛根庙镇
葛根庙镇，是中华人民共和国内蒙古自治区兴安盟乌兰浩特市下辖的一个镇。

## 行政区划
葛根庙镇下辖以下地区：
哈达那拉社区、哈达那拉嘎查、白音塔拉嘎查、浩特营子嘎查、阿古营子嘎查、呼格吉乐嘎查、哈日野玛吐嘎查、白音哈达嘎查、友谊嘎查、白音乌苏嘎查、白音花嘎查、乌兰村、先锋村、向阳村、红星村、朝阳村、和平村、五丰村、新民村、卫星村、国光村、明星村、五星村、火星村和金星村。